# Амији (Лоаре)
Амији (фр. Amilly (Loiret)) је насељено место у Француској у региону Центар, у департману Лоаре.
По подацима из 2011. године у општини је живело 11.833 становника, а густина насељености је износила 293,91 становника/km².

## Демографија
| 1962. | 1968. | 1975. | 1982. | 1990.  | 2011.  |
| ----- | ----- | ----- | ----- | ------ | ------ |
| 5.468 | 6.705 | 8.373 | 9.478 | 11.029 | 11.833 |